# قلعه کولوره
قلعه کولوره (روسی: Замок Лоде; استونیایی: Koluvere linnus; آلمانی: Schloss Lohde) قلعه‌ای در شهرستان لنه، استونی است.
این قلعه در قرن ۱۳ میلادی توسط اسقف‌های منطقه ساخته شده است.